# 洋
Pour les articles homonymes, voir Yáng.
Yáng est la transcription en pinyin (romanisation du mandarin standard) du caractère chinois 洋, signifiant océan, ou plus rarement xiáng, comme forme alternative d'autres caractères. C'est aussi un kanji (caractères chinois en japonais) de même signification, dont la romanisation en rōmaji est yō dans la prononciation on'yomi (prononciation phonétique à la chinoise), et nada ou hiroshi, dans la prononciation kun'yomi (prononciation phonétique japonaise ne conservant que la sémantique chinoise) ou encore en nanori, prononciation pour les noms propres : Akira, Umi, Ōmi, Ofomi, Kiyo, Nami, Haruka, Hiro, Hiroshi, Hiromi, Hiromu, Fukashi, Mi, Yutaka ou encore Wataru.
Il est également utilisé dans ces deux langues et en vietnamien, dans le sens d'outre-mer, en japonais où il désigne les choses provenant des styles ou habitudes d'Europe.
Il était également utilisé, jusqu'au premier quart du XXe siècle en Corée (hanja, caractères chinois en coréen, avec yang en prononciation phonétique, et keun ou bada en prononciation sémantique) et au Vietnam (hán tự, caractères chinois en vietnamien) où il s'écrit maintenant dương.
Il peut désigner :
- le xian de Yang (洋县, yáng xiàn), une subdivision administrative de la province du Shaanxi en Chine ;
- un prénom :
  - Li Yang (李洋, 1980-), un sauteur à ski chinois.